# Église Sainte-Marie-de-la-Nativité de Cabriès
L'église Sainte-Marie-de-la-Nativité, est une église de style roman située sur la commune de Cabriès dans le département des Bouches-du-Rhône en France. L’édifice est inscrit en tant que monument historique depuis le 3 octobre 2012.

## Histoire
La construction primitive de l'église actuelle remonte au XIIe siècle. L'église avait servi pendant des siècles de cimetière, six caveaux ont été découverts sous son parquet. Enfin, les bas-côtés sont postérieurs à la construction du XIIe siècle Le joyau de l'église est incontestablement le triptyque du XVIe siècle qui se trouve au milieu de la nef de la Vierge. Il représente, au panneau central, la Vierge assise, tenant sur ses genoux le corps de Jésus, descendu de la croix. À droite, sainte Catherine, le livre et l'épée à la main, la roue à ses pieds. À gauche, saint Antoine, portant le livre, le bâton et la clochette, qui sont les insignes du patron des Ermites. À ses pieds le porc traditionnel et les flammes qui rappellent la protection du saint contre le Mal des Ardents.
Dans le chœur on peut également admirer un retable en bois doré du XVIIe siècle. La toile qui s'y insère représente une apparition de la Vierge tenant l'Enfant-Jésus dans ses bras. Dans une niche du fond de l’église ont été posées deux magnifiques statuettes en bois doré du XVIIe siècle : saint Raphaël et Tobie. Saint Raphaël est le saint patron de Cabries, le compagnon guérisseur.
On y trouve également un tableau du XVIIe siècle représentant saint Michel terrassant le démon. Il se trouvait autrefois dans la chapelle Saint-Michel. Les vitraux modernes 1955, non figuratifs, en verre antique soufflé dans la masse, ont été exécutés par le peintre J. RIOUSSE, posés par le maçon G.FERAUD. L'armature est l'œuvre des frères ROSSI, de Saint-Antoine. 

## Architecture
Elle ne comprenait à l'origine qu'une seule nef composée de trois travées, séparées par deux arcs doubleaux, reposant sur quatre piliers en pierre romaine, dont l'un qui s'écroula à une date inconnue, fut rebâti en pierre de Bibemus. Le rocher sur lequel elle est construite apparait sur la partie gauche.
La partie supérieure du chœur, qui devait primitivement former une abside semi-circulaire supportant une voûte en cul-de-four (comme la plupart des églises romanes de Provence : Les Saintes-Maries-de-la-Mer, Sylvacane, Saint-Gabriel, etc.), avait été agrandie pour faire place au chœur actuel, surmonté d'une voûte en croisées d'ogives, non en pierre, mais en plâtre.
Cette église présente une particularité rare : le presbytère est au dessus de l'église. Il est accessible depuis une rue adjacente, la rue du presbytère. Une de ses fenêtre est observable sur la photo ci dessus , au dessus du porche.